# Pjat dnej, pjat notjej
Pjat dnej, pjat notjej (russisk: Пять дней, пять ночей, da.: Fem dage, fem nætter) er en sovjetisk-tysk spillefilm fra 1960 instrueret af Leo Arnsjtam.

## Medvirkende
- Wilhelm Koch-Hooge som Erich Braun
- Annekathrin Bürger som Katrin
- Erich Franz som Baum
- Heinz-Dieter Knaup som Paul Naumann
- Jevgenija Kozireva som Nikitina